# Harpiliopsis beaupresii
Harpiliopsis beaupresii är en kräftdjursart som först beskrevs av Jean Victor Audouin 1826.  Harpiliopsis beaupresii ingår i släktet Harpiliopsis och familjen Palaemonidae. Inga underarter finns listade i Catalogue of Life.